# Oshakati Ovest
Il distretto elettorale di Oshakati Ovest è un distretto elettorale della Namibia situato nella Regione dell'Oshana con 20.676 abitanti al censimento del 2011. Il capoluogo è la città di Oshakati.
Il fiume Okatana segna il confine tra i due distretti che compongono la città.